# Красношейка (роман)
«Красношейка» (норв. Rødstrupe, буквально «Зарянка», 2000) — детективный роман норвежского автора Ю Несбё, третий в серии романов о Харри Холе (и первый, переведённый на английский).
Действие начинается во время визита бывшего президента США Клинтона в Норвегию, в котором Харри невольно играет важную роль. Последствия миссии, которую дают Харри, приводят его к расследованию неонацистской деятельности в Норвегии, и копаниям в преступлении, которое произошло на полях боя Восточного фронта во времена Второй мировой войны.
Значительная часть книги происходит во времена Второй мировой войны — а именно блокады Ленинграда, в военной Вене и во время бомбардировки Гамбурга, что делает «Красношейку» военным романом, вместе с криминальным детективом. Книга глубоко затрагивает всё ещё очень щекотливую тему норвежского сотрудничества с нацистами и определённо добровольной вербовки норвежцев в ряды СС.
Роман оценивается как один из самых удачных норвежских детективов. Приз норвежских книгопродавцов (2000).

## Синопсис
Роман начинается со ссылки на притчу о том, как малиновки получили красные перья на груди, когда одна из них вытянула шип из брови «распятого человека», и капли крови упали на грудь маленькой птички.
Время действия романа перемещается вперед и назад от нацистского похода норвежских коллаборционистких подразделений в составе войск Третьего рейха против войск Советского Союза в конце 1944 года до современности, достигая кульминации 17 мая 2000 года, в ходе первой половины романа. Однако, как только большая часть предыстории времён Второй мировой войны была рассказана, роман концентрируется на современных событиях.

## Сюжет

### Пролог
Президент Соединенных Штатов Америки приезжает в Норвегию на Конференцию по миру на Ближнем Востоке. Полицейский Харри Холе назначается на пост обеспечения безопасности, а он принимает агента Секретной службы США в билетной кабинке за потенциального киллера, стреляя в агента в тот момент, когда он не отвечает на предупреждение. Агент выживает, потому что был в бронежилете, но инцидент должен быть замят, и Харри продвигают на пост инспектора.

### Вторая мировая война
Нацистская оккупация Норвегии подходит к заключительному этапу, хотя ни один из норвежских солдат, воюющих на немецкой стороне, не готов принять это. В ходе блокады Ленинграда небольшая группа добровольцев норвежского отделения СС, которые прожили вместе некоторое время, устраивают траншеи на коротком расстоянии от Западного фронта Советской Армии. Описываются детали их жизней, главным образом в беседе между солдатами.
Один из них, человек по имени Даниель Гудесон, утверждает, что стрелял в советского снайпера в нейтральной зоне и уходит на нейтральную зону, чтобы похоронить его. Это вызывает уважение некоторых его сослуживцев, но заставляет других не любить его. Однако в полночь накануне Нового года, когда Даниэль — бывший в карауле с одним из сослуживцев — встает, чтобы отпраздновать Новый год, ему простреливают голову и убивают. Его тело и лицо закрыты, и он положен в ожидании похоронной бригады, которые убирают тело позже в тот же день.
Той же самой ночью другой солдат, Синдре Фёуке, исчезает и, как сообщает его коллега по караулу, дезертирует к русским. Странно, что несколько дней спустя в траншее появляется труп, накрытый и ждущий похоронной бригады. Когда солдаты начинают расследование, это оказывается тело Даниеля Гудесона, который, как было известно, был унесён ранее. Эта тайна остается необъясненной до кульминационного момента романа.
Ручная граната приземляется в траншее и взрывается, и, хотя солдаты выживают, они ранены и госпитализированы. Попавший в больницу в Вене один из них, называющий себя Урия, влюбляется в медсестру, которую шантажирует её начальник. Они тайно сбегают, но вынуждены возвратиться, когда понимают, что у них нет требуемых бумаг, чтобы уехать туда, куда они первоначально направлялись — Париж. Их любовь, так или иначе, переживает войну, но они разлучены.

### Наши дни
Новоявленный инспектор Харри Холе расследует преступление, в ходе которого была куплена и опробована очень дорогая винтовка Мерклина. Кроме того, группа неонацистов подозревается в заговоре преступления, один из участников которого — Сверре Ольсен — недавно был отдан под суд, но освобождён из-за юридической технической ошибки, и Харри самостоятельно вовлекается в расследование.
Старый алкоголик был найден убитым с горлом, перерезанным с почти хирургической точностью позади бара, где обычно собираются неонацисты. Во время расследования упомянут человек, известный как «Принц», и Харри с его коллегой, Эллен Йельтен, пытаются выяснить личность Принца.
Харри, тем временем, встретил коллегу по работе по имени Ракель, которой он страстно увлекся. На корпоративной вечеринке он и Ракель открыто беседуют, и становится очевидно, что они заинтересовались друг другом. Однако Ракель не сближается далее, поскольку она волнуется о разбирательстве с правами на её сына, Олега, которого требует его российский отец; вопрос фактически контролируется начальником Ракель, который также хочет переспать с ней.
Эллен, тем временем, случайно выясняет личность Принца, пытается позвонить Харри, но не в состоянии дозвониться. Она оставляет сообщение на его автоответчике, но совершает фатальную ошибку, забыв назвать Принца непосредственно. По пути к квартире её сожителя она избита до смерти бейсбольной битой.
Её убийца, Сверре Ольсен, был вскоре обнаружен Харри и его новым помощником, Хальворсеном. Однако, когда они готовятся арестовать его, они обнаруживают, что другой старший инспектор, Том Волер, попытался это сделать. Очевидно, Ольсен попытался стрелять в Волера, заставив Волера убить Ольсена в целях самообороны. Единственная зацепка Харри по поводу Принца утеряна.
Однако убийство начальника Ракели — выстрел из винтовки Мерклина с близкого расстояния, а также пожилой женщины Сигне Юль, жены друга, которую также застрелили из винтовки — принуждает Харри расследовать события норвежско-нацистского сотрудничества, многие из участников которого были заключены в тюрьму после войны как предатели. Он также понимает после предположения, что у убийцы раздвоение личности и что одна личность совершает убийства — возможно, без знания другой, как в «Странной истории доктора Джекила и мистера Хайда».
Когда отец Ракель говорит Харри, что муж Сигне Юль, Эвен, был одержим Даниелем Гудесоном, другие подсказки вынуждают Харри предполагать, что он обнаружил убийцу: Эвена Юля. Однако, когда он приходить арестовать Эвена Юля, он обнаруживает, что Эвен совершил самоубийство, и Харри полагает, что Эвен обнаружил, что его «другая личность», Даниэль Гудесон, совершала убийства и он совершил самоубийство, чтобы остановить Даниеля.
Однако Харри понимает, что был неправ, когда он натыкается на дневник реального убийцы. Он видит, что версия с раздвоением личности в его расследовании была верна, но убийца не Эвен Юль. Убийца одержим местью из-за уверенности в том, что норвежская Королевская семья предала страну, сбежав в Англию во время нацистской оккупации, позднее осудив тех, кто воевал на стороне нацистов во время войны.
Убийца также объясняет подробности таинственного повторного появления тела Даниеля Гудесона в траншеях во время войны и правду о дезертирстве Синдре Фёуке.
Наконец, убийца поясняет в своем дневнике, что намеревается убить наследного принца Норвегии в День Конституции Норвегии, празднуемый в тот же день (17 мая). Харри мчится, чтобы предотвратить убийство, сумев остановить попытку почти в последнюю секунду в гостиничном номере. Чтобы не допустить просачивания попытки убийства в прессу — и предотвращения любых проблем для семьи убийцы — успех Харри скрывается, так же, как его действия в начале книги.
Истинная личность Принца выявляется во время романа, но не Харри, и Принц продолжает быть бельмом на глазу Харри в последующих книгах. Фактически эта главная тема составляет эту книгу и следующие две, «Немезида» и «Пентаграмма», отдельную «трилогию» в рамках большого ряда книг о Харри Холе.
У книги есть важное значение для серии, заключающееся в представлении Ракели, которая станет большой любовью в жизни Харри, и её сына Олега, который будет расценивать Харри как своего отца, вместо биологического отца в России, от которого Ракель ушла уже давно, и к которому Харри, в свою очередь, глубоко привяжется. Взлеты и падения отношений Харри с Ракелью станут главной темой в более поздних книгах, часто воздействуя существенно на тайны убийств, которые он расследует.

## Неточность в связи сЮАР
В одном из второстепенных сюжетов книги Харри едет в Южную Африку, чтобы встретиться с дилером по незаконной торговле оружием, белым южноафриканцем, который сидит в тюрьме и получает смертельный приговор за то, что убил двух маленьких темнокожих девочек в чёрном пригороде. Человек готов обеспечить важную информацию в обмен на дипломатическое вмешательство Норвегии — которая находится в очень хороших отношениях с пост-апартеидным правительством ЮАР — в отношении него. Харри, у которого вызывает отвращение явный расизм дилера и чье все расследование касается темных дел молодых неонацистов и старых нацистских сотрудников из Норвегии — получает информацию, но не в состоянии сдержать свою часть соглашения. В конце книги Харри поступает телефонный звонок от темнокожего южноафриканского полицейского, с которым он в хороших отношениях, который говорит, что торговец оружием был приговорен к смерти без возможности отсрочки и благодарит Харри за то, что он не сделал чего-либо, чтобы воспрепятствовать этому результату.
Фактически вышеупомянутые факты противоречат реальной ситуации пост-апартеида в Южной Африке. Высшая мера наказания в Южной Африке была приостановлена уже в 1990 году и полностью отменена в 1995 году, а последний приговор к смертной казни был исполнен в Южной Африке в 1989 году. Таким образом, в действительности торговец оружием не мог быть приговорен к высшей мерой наказания в 1999 году.